# Георг Георгиев
Георг Даниелов Георгиев е български политик от ГЕРБ. Народен представител от ГЕРБ в XLIII, XLV, XLVIII, XLIX, L и LI народно събрание. Министър на външните работи в правителството на Росен Желязков.

## Биография
Георг Георгиев е роден на 20 октомври 1991 г. в град София. Завършва специалност „Политология“, а по-късно получава магистърска степен по политическо консултиране в Софийския университет „Св. Климент Охридски“.
Започва кариерата си като сътрудник в Европейския информационен център и заема поста асистент на членове на Европейския парламент от ЕНП/ГЕРБ.
През 2014 г., 23-годишен, става най-младият народен представител в българския парламент.
През февруари 2017 г., когато е председател на младежката организация на ГЕРБ, става известен с целуването на ръката на Бойко Борисов.
През май същата година е назначен за заместник-министър на външните работи в третото правителство на Бойко Борисов, без да има стаж, специализация или опит. Заема поста до изтичането на мандата на кабинета.
През 2021 г. отново е избран за народен представител в 45-ото народно събрание, а през 2022 г. става депутат в 48-ото народно събрание. Заместник-председател на Комисията по електронно управление и информационни технологии, както и член на Комисията по външна политика.
През 2022 г. лидерът на ГЕРБ Бойко Борисов става кум на сватбата му с журналистката Виолета Манчева в Банкя.
На 27 януари 2022 г. заявява, че българската армия е „не просто добре оборудвана, тя е свръх оборудвана, тя е мега оборудвана, тя е ултра финансирана в последните 10 години“.
От 16 януари 2025 г. е министър на външните работи в правителството на Росен Желязков, сформирано от ГЕРБ-СДС, БСП-ОЛ и ИТН и с подкрепата на АПС (ДПС – Доган).
Докато е министър, на 15 юни 2025 г. нарушава закона, като гласува на частичните избори за кмет на район „Слатина“ в София, представяйки не личната си карта (изрично изискване на закона), а нейна снимка на телефона си.